# Dorfkirche Schmölln (Randowtal)

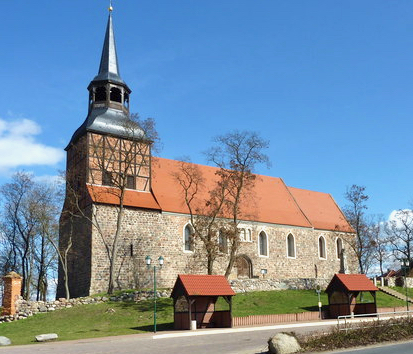
Dorfkirche Schmölln (Randowtal)

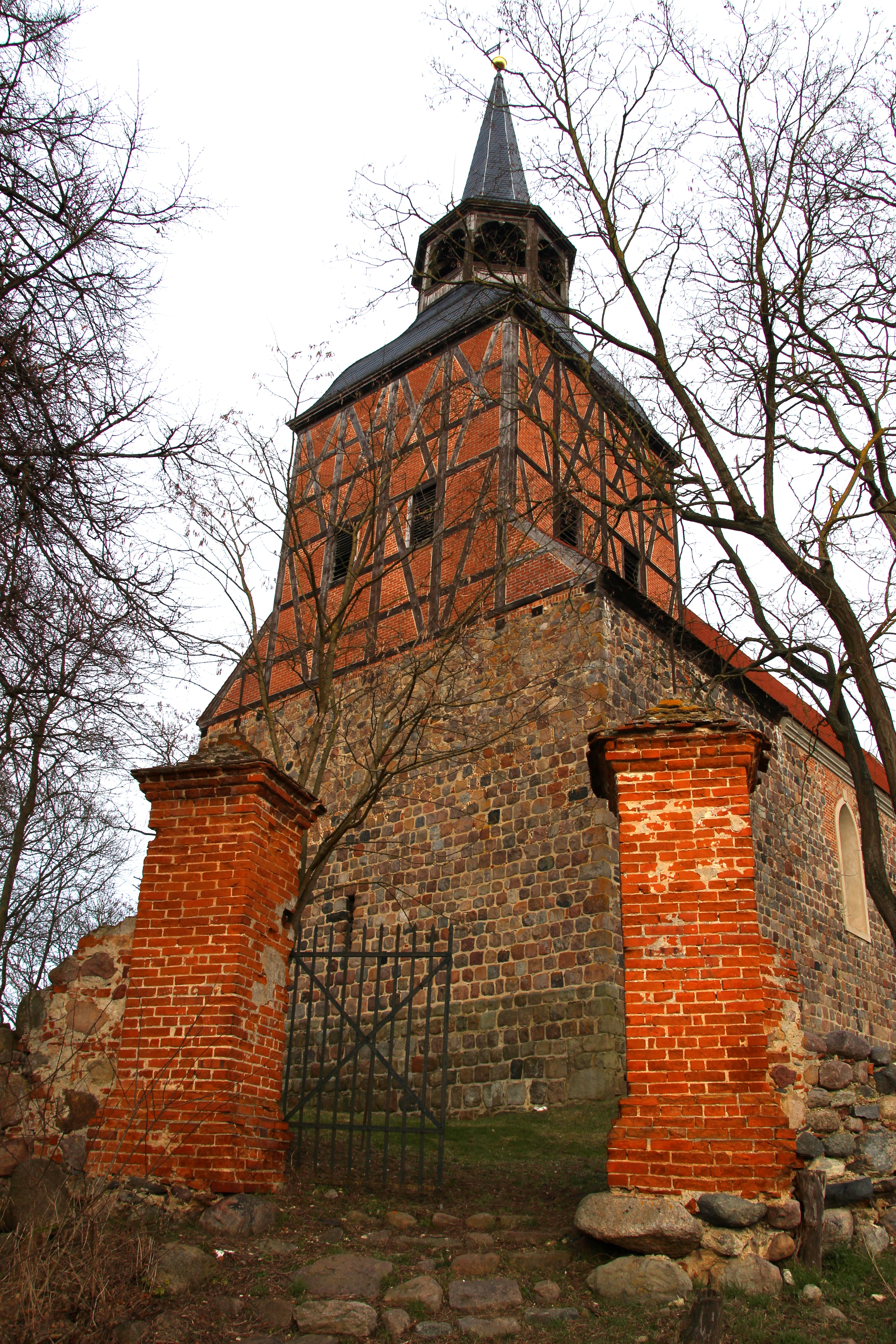
Südwestansicht der Kirche

Die evangelische Dorfkirche Schmölln ist eine Saalkirche aus Feldsteinmauerwerk im Ortsteil Schmölln der Gemeinde Randowtal im Landkreis Uckermark in Brandenburg. Sie gehört zur Kirchengemeinde Drense im Kirchenkreis Uckermark der Evangelischen Kirche Berlin-Brandenburg-schlesische Oberlausitz.

## Geschichte und Architektur
Die auf einer Anhöhe beherrschend über dem Ort gelegene Kirche ist eine große Saalkirche aus Feldstein mit eingezogenem Rechteckchor, Nordsakristei und Westturm von Schiffsbreite aus der zweiten Hälfte des 13. Jahrhunderts. Die Sakristei ist offenbar von Anfang an geplant gewesen, wie der umlaufende Sockel zeigt. Ein quadratischer Turmaufsatz aus Fachwerk mit geschlossener achteckiger Laterne und Spitzhelm aus der Mitte des 18. Jahrhunderts akzentuiert die Kirche. Eine Restaurierung erfolgte in den Jahren 1998/99. Das Bauwerk steht auf einem Sockel mit Schräge, die Westfront ist ohne Öffnung. Das Hauptportal im Süden ist mit einem gestuften, von Back- und Feldsteinläufern umzogenen Spitzbogen gerahmt, darüber ist eine Dreierblende aus Backstein auf Zahnfries angeordnet. Zwei weitere Portale befinden sich südlich am Chor und im Norden, das letztere ist wiederum von Backsteinläufern gerahmt. Die Tür zur Turmtreppe im Süden ist vermauert. Die Fenster wurden im 19. Jahrhundert in Backstein vergrößert. Im Osten ist eine gestaffelte Dreifenstergruppe aus hohen, im 19. Jahrhundert verkürzten Lanzettfenstern angeordnet, im Giebel ist ein von gestuften Backsteinblenden gerahmtes Kreisfenster, darüber ein Zahnfries zu sehen. Innen gliedert ein spitzbogiger Triumphbogen den Raum. Die Westempore und Balkendecke ist mit 1913 erneuerter Ornamentmalerei des 17. Jahrhunderts versehen; zum ursprünglich tonnengewölbten Turm führten ehemals drei spitzbogige Türöffnungen (ähnlich wie in den Kirchen Göritz, Hetzdorf, Lindenhagen, Schönfeld), die seitlichen dieser Öffnungen sind vermauert.

## Ausstattung
Der Altaraufsatz von 1624 wurde in Zeiten des Verfalls nach Gerswalde umgesetzt. Die hölzerne Kanzel mit Schalldeckel stammt von 1604; am Korb sind Tafelbilder der Evangelisten in keilsteinbetonten Beschlagwerkrahmen zwischen Ecksäulchen angeordnet. Die hölzerne Taufe und das Patronatsgestühl stammt vom Anfang des 17. Jahrhunderts, die Bemalung von 1912. Der Orgelprospekt ist in Neurenaissanceformen gehalten. Die Orgel ist ein Werk von Barnim Grüneberg aus dem Jahr 1897 mit ursprünglich acht Registern auf zwei Manualen und Pedal, das in den Jahren 1946–1950 teilweise zerstört wurde. Zur Ausstattung gehören weiterhin: ein Sessel vom Anfang des 18. Jahrhunderts, eine Taufschale aus Zinn von 1846, eine zinnerner Taufkanne des 18. Jahrhunderts und ein hölzernes Leuchterpaar aus dem 18. Jahrhundert. Zwei Glocken aus den Jahren 1518 und 1591 wurden von Jacob Stellmacher und vermutlich von Roloff Klassen gegossen.